# 三島五町
三島五町（さんとうごちょう）とは、愛媛県越智郡の、今治沖に浮かぶ、大島、伯方島、大三島の3つの島と、平成の大合併で今治市とその周辺部（陸地部と呼ばれていた）を含む大合併で今治市となるまでそれらを行政区域としていた吉海町、宮窪町、伯方町、上浦町、大三島町（行政コード順）の5つの町のこと。正確には、有人島としては上記の3つの島以外にも大島の属島の津島があるが、小島で人口も少なく、主たる島は上記の3つの島である。
関係する市町村の行政関係者の間でよく用いられてきた。伯方町を除き、人口が4000～5000人程度であり、規模が似通っていることもあり、町行政では横の連絡は緊密であった。ゴミ処理、上水道、高齢者福祉施設などを必要に応じて共同で行ってきた。水資源確保など行政課題も共通するところが多かった。
瀬戸内しまなみ海道の沿線でもある。
加えて、法務局出張所や警察署の管轄などは三島五町に上島諸島を加えた地域であることもあり、町村の範囲を越えまとまった一つの地域として地域住民にも意識されてきた。
なお、愛媛県内ではあるが、電力会社の営業エリアとしては四国電力ではなく、中国電力のエリア（来島海峡が両社の境界線）。
2005年1月の今治地域の12市町村の大合併により、三島五町の区域はすべて新・今治市の一部となった。このため、三島五町という区域はなくなったことになるが、人々の意識の中には合併後も残っている。